# 神崎文枝
神崎 文枝（かんざき ふみえ、1966年8月4日 - ）は、日本の元女子プロレスラー。身長156cm、体重55kg、血液型AB型。東京都江東区出身。

## 経歴・戦歴
1985年
- 6月14日、北海道・函館市民体育館において、対中島小百合戦でデビュー。
- 10月26日、新人王トーナメントの1回戦で岡林理恵に勝つ。
- 11月8日、新人王トーナメントの2回戦で西脇充子に敗れる。

1986年
- 12月7日、埼玉・寄居町民体育館で行われたチーム対抗公式リーグ戦での試合を最後にレスラーとしては廃業となる。

1987年
- 1月3日、全日本女子プロレスの恒例行事となっていた新年マラソン大会に出場（順位は参加27人中12位）。これが事実上、最後の仕事となった。また、翌月から約1年間全日本女子プロレスが運営するアスレチック・クラブにてインストラクターとして後進の指導に当たっていた。
- 堀田祐美子オフィシャルブログ 2013年7月18日付では写真付で神崎本人が登場している｡また堀田は神崎について ｢今は酒友達であり、大親友｡酒の強さには勝てません｡同期は最高｣  と記載している。また2013年8月6日付の同ブログには神崎の誕生日を祝う模様 （実際の誕生日は8月4日である）が掲載されており、現在でも時々堀田のブログ内に登場する事もある。
- ブル中野オフィシャルブログ2014年1月19日付の方にも、中野が経営している飲食店に来店した時の様子が写真付で掲載されている｡ブログ記事によると神崎とは現役時代によく遊んでいた親友同士であったという。

2014年
- 10月11日の両国国技館で開催された神取忍生誕50年ミスター半世紀イベントでダンプ松本の試合入場時には極悪同盟の一員としてブル中野、千春、影かほる、ZAP-Tの4人と久々に公の前に登場した。

2018年
- 10月、保育士免許を取得。

2020年
- 企業主導型の保育施設の園長に就任。

2022年
- 10月、品川区議会議員補欠選挙に無所属で出馬するが落選。

## 備考
- デビュー時の3か月ほどはヒールレスラーで極悪同盟のメンバーとして加入していたが、師匠のダンプは当時のことを、全盛期で非常に忙しく神崎の存在は全く覚えていなかった、とブログなどで語っており、現在でもダンプから大変可愛がられている。ダンプのブログにも写真付きで掲載されることもある。
- 同期の岡林理恵と中島小百合と共に神崎も加えて「崖っぷちコンビ」と称されることがあったが、本人は一緒にされるのをとても嫌っていた。特に「理恵（岡林）なんかと一緒にされたりするのは…」と『週刊プロレス』が編集出版していた『DXプロレス』（デラプロ）内のインタビューで語っており、岡林をライバル視したコメントをしている。

## 得意技
- ジャンピング・ヒップアタック